# 1961 en bande dessinée
| Années de la bande dessinée : 1958 - 1959 - 1960 - 1961 - 1962 - 1963 - 1964    |
| Décennies de la bande dessinée : 1930 - 1940 - 1950 - 1960 - 1970 - 1980 - 1990 |

Cet article présente les faits marquants de l'année 1961 en bande dessinée.

## Évènements
- René Goscinny et Jean Tabary lancent Les aventures du calife Haroun El Poussah avec son vizir Iznogoud dans le magazine Record.
- En Espagne dans le magazine Tio Vivo, Francisco Ibáñez lance la série 13, Rue del Percebe.
- Aux États-Unis dans The Flash #123, l'histoire "Flash of Two Worlds" lance le concept du Multivers DC.
- janvier : Pete Ross apparait dans Superboy #86.
- juillet : Début de la parution de la série Onkr, l'abominable homme des glaces dans le numéro 475 du Journal de Mickey (2 juillet).
- octobre : Début de la parution de la série Guy Lebleu dans le numéro 105 de Pilote (26 octobre). La série est signée Jean-Michel Charlier (scénario) et Raymond Poïvet (dessins)
- novembre : Aux États-Unis, sortie de Fantastic Four #1 (première apparition des Quatre Fantastiques), chez Marvel Comics
- décembre : Première apparition de la sorcière italienne Miss Tick, créée par Carl Barks dans l'histoire Sous le signe de Midas.
- décembre : Première apparition de Crésus Flairsou, adversaire récurrent de Balthazar Picsou créé par Carl Barks dans l'histoire Pleins gaz.

## Nouveaux albums
Voir aussi : Albums de bande dessinée sortis en 1961

### Franco-belge
| Sortie | Titre                                               | Scénariste | Dessinateur | Coloriste | Éditeur |
| ------ | --------------------------------------------------- | ---------- | ----------- | --------- | ------- |
| ?      | Johan et Pirlouit T.10 La Guerre des sept fontaines | Peyo       | Peyo        |           |         |
| ?      | …                                                   |            |             |           |         |

### Comics
| Sortie | Titre       | Scénariste | Dessinateur | Coloriste | Éditeur |
| ------ | ----------- | ---------- | ----------- | --------- | ------- |
| ?      | à compléter |            |             |           |         |
| ?      | …           |            |             |           |         |

### Mangas
| Sortie | Titre       | Scénariste | Dessinateur | Coloriste | Éditeur |
| ------ | ----------- | ---------- | ----------- | --------- | ------- |
| ?      | à compléter |            |             |           |         |
| ?      | …           |            |             |           |         |

## Naissances
- 1er janvier : Mochiru Hoshisato, mangaka japonais
- 4 janvier : Arno, dessinateur français
- 26 janvier : Philippe Delaby
- 8 février : Bruce Timm
- 7 mars : Corcal
- 13 mars : Francis Keller
- 24 juin : Séra
- 25 juin : Erroc
- 30 juin : Christopher Priest, scénariste de comics
- 10 juillet : Claude Deberg
- 30 juillet : Achdé
- août : Jim Meddick, auteur de comic strip
- 2 août : Luc Cromheecke
- 20 août : Georges Grard
- 1er septembre : Tonino Benacquista
- 24 septembre : François Plisson
- 30 septembre : Stanislas
- 26 novembre : Félix Meynet
- 30 novembre : Brian Pulido, auteur américain de comics
- 13 décembre : Philippe Francq
- 25 décembre : Arthur Qwak
- 31 décembre : Fabian Nicieza

Naissances de Jay Anacleto, Steve Purcell, Dean Ormston, Jacques Azam, Bruno Bazile, Jean-Michel Beuriot, Ted Stearn, Arnaud Floc'h, Isabella Bannerman.

## Décès
- 11 février : Kate Carew
- 10 octobre : Raymond Cazanave